# Brigata turca
La brigata turca (turco: Türk Tugayı o Şimal Yıldızı o Kutup Yıldızı) è stata una brigata di fanteria dell'esercito turco che ha servito durante la guerra di Corea sotto la bandiera della Nazioni Unite tra il 1950 e il 1953 ed era posta alle dipendenze della 25ª Divisione di fanteria dell'Esercito statunitense.